# Carl Goldberg

Carl Goldberg, auch Karl Goldberg  geschrieben, war eine bedeutende Kunstglasmanufaktur in Haida in Böhmen, Österreich-Ungarn, später Tschechoslowakei. Die Werke von Goldberg zählen zu den herausragendsten Beispielen des Jugendstils und Art déco.

## Geschichte
Carl Goldberg (* 30. August 1858 in Arnsdorf; † 1945) gründete 1881 in seinem Heimatort bei Haida eine Glasmalerwerkstätte. Er verkaufte seine Produkte zunächst über die Firma Julius Mühlhaus und Glashändler von Gablonz. 1891 gründete er zusammen mit Josef Kreysa eine Glasraffinerie, deren Leitung er Josef Kreysa anvertraute. Das Unternehmen konzentrierte sich auf die Glasverarbeitung und den Export. Das Unternehmen nahm sofort an internationalen Ausstellungen teil (z. B. Wien, Paris, London, Chicago und San Francisco). Im Jahr 1895 beschäftigte das Unternehmen mehr als 200 Mitarbeiter.
1897 zog das Unternehmen nach Haida. Der Betrieb wurde modernisiert und die Produktion erheblich erweitert. Die Produktion der Raffinerie konzentrierte sich auf lackiertes, geschnittenes und graviertes Nutz- und Luxusglas, das neben westeuropäischen Ländern hauptsächlich in den USA, aber auch in China und Indien hauptsächlich für den Export bestimmt war. Das Unternehmen hat eine Reihe ungewöhnlicher Maltechnologien eingeführt. Nach 1918 wurde auch Cameo-Glas im „Gallé“-Stil hergestellt, das für den französischen und belgischen Markt als Colbert gekennzeichnet war. Prominente Designer wie Theodor Bienert und Gustav Schneider und Glasstecher wie Rinhold Herrentin und Franz Heller arbeiteten für die Raffinerie. Die Raffinerie arbeitete mit einer Reihe böhmischer Glashütten zusammen, z. B. auch mit der Glashütte Loetz und Wilhelm Kralik. Das Unternehmen war in Berlin und Hamburg vertreten und nahm regelmäßig an Messen in Leipzig teil.
Nach dem Tod von Carl Goldberg 1945 wurde das Unternehmen von seinem Enkel Raul Tschnernich geführt. Nach 1945 wurde das Unternehmen verstaatlicht.
Goldberg entstammt der Familie Goldberg aus Warnsdorf.